# Qleiat Eltubiyeh
Qleiat Eltubiyeh (tiếng Ả Rập: قليعات الطوبية) là một ngôi làng Syria nằm ở Al-Tamanah Nahiyah ở huyện Maarrat al-Nu'man, Idlib. Theo Cục Thống kê Trung ương Syria (CBS), Qleiat Eltubiyeh có dân số 730 người trong cuộc điều tra dân số năm 2004.